# 伯爾伯泰什蒂鄉 (戈爾日縣)
44°52′19″N 23°30′26″E / 44.87194°N 23.50722°E
伯爾伯泰什蒂鄉（羅馬尼亞語：Comuna Bărbătești, Gorj），是羅馬尼亞的鄉份，位於該國西南部，由戈爾日縣負責管轄，面積38平方公里，海拔高度185米，2007年人口1,788，人口密度每平方公里47人。